# Голо оръжие 2 и 1/2
„Голо оръжие 2 и 1/2“ или „Голият пищов 2 1/2“ (на английски: The Naked Gun 2½: The Smell of Fear) е американска криминална комедия от 1991 г., продължение на „Голо оръжие“ (1988) и е втори филм от филмовата поредица „Голо оръжие“. Режисьор е Дейвид Зукър, участват Лесли Нилсен, Присила Пресли, Джордж Кенеди, О Джей Симпсън и Робърт Гуле. Третият филм от поредицата – „Голо оръжие 33 и 1/3: Последната обида“, е пуснат през 1994 г.

## Актьорски състав
| Актьор            | Роля                                  |
| ----------------- | ------------------------------------- |
| Лесли Нилсен      | Лейтенант Франк Дребин                |
| Присила Пресли    | Джейн Спенсър                         |
| Джордж Кенеди     | Капитан Ед Хокън                      |
| О Джей Симпсън    | Детектив Нордбърг                     |
| Робърт Гуле       | Куентин Хапсбург                      |
| Ричард Грифитс    | Доктор Албърт С. Мейнхаймър/Ърл Хакър |
| Жаклин Брукс      | Анабел Бръмфорд                       |
| Антъни Джеймс     | Хектор Савидж                         |
| Лойд Бокнър       | Терънс Баджет                         |
| Тим О'Конър       | Доналд Фенсуик                        |
| Питър Марк Ричман | Артър Дънуел                          |
| Ед Уилямс         | Тед Олсен                             |
| Джон Рорк         | Президент Джордж Буш                  |
| Марджъри Рос      | Барбара Буш                           |
| Питър Ван Нордън  | Джон Х. Сунуну                        |
| Гейл Нийли        | Уини Мандела                          |
| Колийн Фицпатрик  | Блус певица                           |
| Сали Розънблат    | Госпожа Редмонд                       |

## В България
В България филмът е издаден на VHS от „Александра Видео“ на 23 януари 1995 г.
На 17 юли 2007 г. е излъчен по „Би Ти Ви“ във вторник от 20:00 ч.
На 25 октомври 2008 г. е излъчен по „Диема“, и се излъчват повторения по „Нова телевизия“ и „Кино Нова“.
Повторенията на филма се излъчват по „Фокс“, заедно с трите филма.
Български дублаж
| Озвучаващи артисти  | Христина Ибришимова Даниела Йорданова Здравко Методиев Георги Георгиев-Гого Светозар Кокаланов |
| Преводач            | Ирина Ценкова                                                                                  |
| Тонрежисьор         | Стефан Дучев                                                                                   |
| Режисьор на дублажа | Димитър Кръстев                                                                                |